# Calafat

Herb miasta Calafat

Calafat – miasto w południowo-zachodniej Rumunii, nad Dunajem (okręg Dolj).
Liczba mieszkańców w 2003 roku wynosiła ok. 19 tys.
W mieście znajduje się promowe przejście graniczne Calafat – Widyń. W czerwcu 2013 roku otwarto most Widyń-Calafat.